# عبد الوهاب زايد
عبد الوهاب زايد (1 يناير 1957)؛ عالم نبات ومستشار زراعي دولي مغربي متخصص في نخيل التمر،شغل منصب كبير الخبراء الفنيين ببرنامج الأمم المتحدة الإنمائي (1995 – 2000)، ومنظمة الأغذية والزراعة (2000 – 2013)، كما يشغل حالياً منصب الأمين العام لجائزة خليفة الدولية لنخيل التمر والابتكار الزراعي منذ عام 2007. اختير في عام 2015 سفيرًا للنوايا الحسنة لمنظمة الأغذية والزراعة للأمم المتحدة (الفاو).

## دراسته
في عام 1981 حصل عبد الوهاب زايد على شهادة دبلوم مهندس دولة في العلوم الزراعية من معهد الحسن الثاني للزراعة والبيطرة بالمملكة المغربية، كما حصل على شهادة الدكتوراه في علوم البستنة من جامعة ولاية كولورادو بالولايات المتحدة الأمريكية في عام 1990. أجرى عبد الوهاب زايد دراستين لمرحلة ما بعد الدكتوراه، الأولى في عام 1993 برعاية مؤسسة فولبرايت (Full Bright)، والأخرى في عام 1994 برعاية برنامج الولايات المتحدة الأمريكية للتنمية الزراعية (USAID).

## مناصبه
- سفير النوايا الحسنة لمنظمة الأغذية والزراعة للأمم المتحدة، منذ 17 ديسمبر 2015.[1]
- كبير خبراء فنيين برنامج النخيل في ناميبيا (1995 – 2000)
- كبير خبراء فنيين كمدير لمختبر زراعة أنسجة النخيل بجامعة الإمارات (2000 – 2013)
- الأمين العام لجائزة خليفة الدولية لنخيل التمر والابتكار الزراعي منذ مايو 2007 وحتى الآن.
- مستشار زراعي بوزارة ديوان الرئاسة بدولة الإمارات العربية المتحدة منذ يونيو 2014 وحتى الآن.

## أعماله
- نظم المؤتمر الدولي لنخيل التمر.[2][3][4][5] بدوراته الثانية (2002) والثالثة (2006) والرابعة (2010) والخامسة (2014) والسادسة (2018) والسابعة (2022) برعاية صاحب السمو رئيس دولة الإمارات العربية المتحدة، حفظه الله.
- نظم 8 دورات من مهرجان الإمارات الدولي لنخيل التمر (2004 – 2014) بمدينة العين.
- نظم 8 دورات من معرض أبوظبي الدولي لنخيل التمر (2015 – 2022) بمدينة أبوظبي.
- نظم المهرجان الدولي للتمور المصرية[6] على التوالي (2015 – 2016 – 2017 – 2018 - 2022)

- نظم المهرجان الدولي للتمور السودانية[7] على التوالي (2017 – 2018 – 2019 - 2022)

- نظم المهرجان الدولي للتمور الأردنية[8] على التوالي (2018 – 2019 – 2021 – 2022)

- نظم المهرجان الدولي للتمور الموريتانية[9] (2022)
- نظم المهرجان الدولي للتمور المكسيكية  (2022)[10]

- أسس جائزة خليفة الدولية لنخيل التمر وعُيِّنَ أمينًا عامًا لها بمرسوم اتحادي بتاريخ 02 مايو 2007.
- أسس جائزة المزارع المتميز والمزارع المبتكر[11] بالتعاون بين جائزة خليفة الدولية لنخيل التمر والابتكار الزراعي وشركة الفوعة منذ مارس 2017.
- أسس مركز خليفة للتقانات الحيوية والهندسة الوراثية[12] بالتعاون بين جامعة الإمارات ووزارة ديوان الرئاسة بدولة الإمارات وعُيِّنَ مديرًا عامًا للمركز منذ عام 2005 وحتى عام 2012.
- أسس الشبكة الدولية لنخيل التمر وعُيِّنَ منسقًا عامًا لها، حشد من خلالها الدعم الفني لخدمة شجرة نخيل التمر (2004) م.
- ساهم بتأسيس جمعية أصدقاء النخلة برئاسة معالي الشيخ نهيان مبارك آل نهيان، وعُيِّنَ أمينًا عامًا لها (2003)م.
- نظم 8 دورات من مهرجان الإمارات الدولي لنخيل التمر (2004 – 2014) بمدينة العين.
- نظم 8 دورات من معرض أبوظبي الدولي لنخيل التمر (2015 – 2022) بمدينة أبوظبي.
- تَمَكَّنَ من إقامة صلات قوية بالمهتمين بنخيل التمر زراعة وصناعة وتجارة، وقدم استشارات علمية وفنية للعديد من الدول والمؤسسات والمنظمات الدولية مثل (FAO, UNIDO, AOAD, IsDB, ICBA, UNDP, ICARDA, DPGN)  للنهوض بقطاع زراعة نخيل التمر وإنتاج التمور بالإمارات والعالم العربي.

## مؤلفات
ألف وأعد وحرر عددًا من الكتب حول نخيل التمر وزراعتها، منها:
- كتاب معجم المصطلحات التقنية الحيوية في الأغذية والزراعة (FAO). التكنولوجيا الحيوية للأغذية والزراعة، الفاو (رقم 9)؛ والتي تُرجمت إلى خمس لغات: العربية،[13] الإنجليزية،[14] الفرنسية،[15] الاسبانية،[16] الصينية.[17]
- كتاب زراعة نخيل التمر،[18] نسخة باللغة العربية (FAO-AGP No. 156).
- كتاب زراعة نخيل التمر،[19] نسخة باللغة الإنجليزية (FAO-AGP No. 156).
- كتاب زايد الزراعة والنخيل.[20]
- كتاب (GIAHS)جمهورية مصر العربية،[21] وكتاب (GIAHS) الإمارات العربية المتحدة.
- كتاب تكنولوجيا زراعة وإنتاج نخيل التمر (عربي، إنجليزي) 2002.[22]
- كتاب النخيل في القرآن والسنة.[23]
- كتاب فسيولوجيا نخيل التمر (الإنتاج، قبل وبعد الحصاد). مكتب الفاو الإقليمي للشرق الأدنى 2006.[24]

## المكتبة الالكترونية
برعاية معالي الشيخ نهيان مبارك آل نهيان وزير التسامح والتعايش رئيس مجلس أمناء جائزة خليفة الدولية لنخيل التمر والابتكار الزراعي. تم انشاء مكتبة الكترونية تحتوي على العديد من الكتب العلمية والاصدارات القيمة.

## الجوائز والتكريمات
حاصل على عدد من الجوائز والتكريمات، منها:
- جائزة Award B-R. Sen من منظمة الأغذية والزراعة التابعة للأمم المتحدة (الفاو) لعام 1999.
- جائزة التميز من المنظمة العربية للتنمية الزراعية لعام 2000.
- الميدالية الفخرية لمنظمة الأغذية والزراعة للأمم المتحدة (الفاو) لعام 2019.[27]